# Cybercom Poland
Cybercom Poland – spółka z ograniczoną odpowiedzialnością będąca częścią szwedzkiej grupy IT z siedzibą w Warszawie, zajmująca się doradztwem technologicznym. Firma specjalizuje się w rozwiązaniach internetowych, bezpieczeństwie, usługach mobilnych oraz telekomunikacyjnych. Firma świadczy usługi consultingowe i outsourcingowe, testowania oraz R&D dla dużych i średnich firm.

## Historia
Firma Cybercom została założona w 1995 roku w Szwecji, w Polsce spółka rozpoczęła działalność w 1997 roku w Warszawie, początkowo pod nazwą Sigma Poland, w roku 2001 zmieniła nazwę na Teleca. Pierwsze lata działalności obejmowały głównie kontrakty skupiające się na dostarczeniu, wykwalifikowanej kadry IT do wykonywania zadań w siedzibie klienta. W latach 2004–2007 firma odnotowała znaczny wzrost, w tym czasie po raz pierwszy uzyskała też certyfikację ISO 9001:2000. W 2005 roku spółka otworzyła drugi oddział, w Łodzi. Okres ten zapoczątkował rozwój firmy w stronę organizacji samodzielnie dostarczającej usług IT, wytworzonych we własnych siedzibach. W 2016 roku spółka otworzyła trzeci oddział, w Bydgoszczy.
W roku 2006 spółka zmieniła nazwę na auSystems. W 2007 roku trafiła w ręce grupy Cybercom i od tego momentu działa pod nazwą Cybercom Poland.
Od 2007 roku Cybercom Poland jest członkiem Business Center Club (BCC) – prestiżowego Klubu polskich przedsiębiorców, a od 2008 roku jest jedną z ponad 340 firm zrzeszonych w Skandynawsko-Polskiej Izbie Gospodarczej (SPCC – Scandinavian-Polish Chamber of Commerce). 17 maja 2012 roku Cybercom Poland Sp. z o.o. został przyjęty w poczet członków Forum Technologii Bankowych przy Związku Banków Polskich. Firma współpracuje również z instytucjami publicznymi, czego wyrazem jest członkostwo Firmy w Radzie Biznesu działającej przy Uniwersytecie Łódzkim.

## Grupa Cybercom
Cybercom był notowany na giełdzie w NASDAQ OMX Stockholm od 1999 roku, ale został wycofany w 2015 roku. Centrala grupy znajduje się w Sztokholmie. Obecnie do Grupy Cybercom należy 22 oddziały, znajdujące się w 6 Krajach, w Europie (Danii, Finlandii, Polsce, Szwecji) oraz w Azji (Indie, Singapur).

## Działalność
Cybercom Poland to firma zajmująca się doradztwem technologicznym, w jej biurach w Warszawie i Łodzi pracuje ponad 170 programistów oraz specjalistów IT.
Cybercom Poland specjalizuje się w doradztwie informatycznym, tworzeniu oprogramowania (zarówno kompletnych systemów pod klucz jaki ich poszczególnych elementów) oraz projektami informatycznymi z dziedziny „Badania i Rozwoju” (nowe produkty, prototypy, studia wykonalności itd.).
Ponadto w ofercie firmy znajdują się usługi szkoleniowe, audyty bezpieczeństwa aplikacji, usługi związane z migracją i replikacją baz danych Oracle.
Cybercom Poland świadczy usługi dla klientów w Polsce, Skandynawii oraz Europie Zachodniej. Dynamicznie rozwijający się eksport usług, koncentruję się wokół projektów telekomunikacyjnych, rozwiązań mobilnych oraz systemów „wbudowanych” (np. systemy „infotainment” dla przemysłu samochodowego). Dziś ponad połowa konsultantów firmy Cybercom pracuje dla międzynarodowych firm telekomunikacyjnych, które decydują o przyszłych trendach w dziedzinie rozwiązań teleinformatycznych.

## Partnerstwa
Cybercom Poland współpracuje z wieloma firmami z branży telekomunikacyjnej, elektronicznej i informatycznej. Partnerami firmy są m.in.: Akamai, ATEX Polopoly, Bamboo Solutions, EPiServer, IBM, iCore Solutions, Microsoft.

## Nagrody
W 2011 r. HBI Polska przyznała przedsiębiorstwu Certyfikat Dynamiczna Firma za osiągniętą dynamikę wzrostu w latach 2008, 2009, 2010. W roku 2012 firmie przyznano tytuł Najlepszego Pracodawcy. Ranking organizowany jest przez międzynarodową firmę konsultingową Hewitt Associates przy współpracy z Harvard Business Review Polska. W 2013 Cybercom Poland został wyróżniony tytułem „Najlepsze miejsce pracy IT w Polsce” w drugiej edycji rankingu przeprowadzonego przez Computerworld – „AudIT 2013”.